# Universidad Eduardo Mondlane
La universidad Eduardo Mondlane (en portugués: Universidade Eduardo Mondlane) es la casa de estudios superiores más antigua de Mozambique. Durante mucho tiempo fue la única universidad del país. En 2012, la universidad contaba con 27 000 alumnos.

## Historia
El 21 de agosto de 1962, las autoridades coloniales portuguesas, que controlaban el territorio de la actual Mozambique, crean el Colegio de Estudios Generales de Mozambique. En 1968 el colegio se eleva a la categoría de universidad.
Luego de las luchas por la independencia, la universidad, que por algún tiempo se llamó Universidad Lourenço Marques, fue rebautizada con el nombre del héroe de la independencia y líder del Frelimo, Eduardo Mondlane.
La Estación de Biología Marina de Inhaca depende de la universidad.